# 彰化天后宮
彰化天后宮是一座臺灣中部主祀天上聖母的廟宇，位於彰化縣彰化市大同里永樂街。

## 簡介
該廟由彰化知縣陸廣霖倡建於清乾隆十三年，是半線庄官祀媽祖廟，故號「天后宮」。原址位於城隍廟東側，今彰化市古月民俗館，因第二次世界大戰遭受盟軍空襲轟炸而摧毀，才拆除擇地重建（另一說法為殖民當局為貫徹皇民化運動，而強行拆毀該廟）。由於位在彰化城東門口，所以供奉的媽祖神像被稱為「內媽祖」，和彰化城南門外南瑤宮供奉的媽祖神像做區分。

## 沿革
彰化天后宮建立於乾隆十三年（1748年），是由當時知縣陸廣霖所倡建，位在彰化城邑治東門內城隍廟旁，直到劉辰駿擔任知縣時仍官府有持續捐奉。
經歷林爽文事件、陳周全事件後，嘉慶三年（1798年）知縣胡應魁修建天后宮。同治元年到四年（1862年-1865年）戴潮春事件發生，天后宮遭毀。光緒元年（1875年），蔡德芳、吳昌記、張仲山發起募資修繕天后宮。
在日治時代，日日新報在大正十年（1921年）報導彰化東門天后宮內媽祖回湄洲謁祖。當時每年媽祖昇天得道日，天后宮內媽祖與南瑤宮彰化媽祖共同舉辦媽祖祭，繞境市區使彰化成為不夜城。在昭和十三年（1938年），殖民當局開始推廣皇民化運動，舉行神佛升天運動與執行一庄一廟宇（寺廟整理運動）政策，將天后宮拆毀，鎮殿媽祖與匾額隨後移往南瑤宮，有兩尊開基媽祖存放在光復後的光明里里長家中，另一尊內四媽金身藏匿於鹿港鎮溝墘里的郭銀漢先生家中，鹿港鎮溝墘里以爐主會形式，奉祀彰化天后宮內四媽。
臺灣戰後時期，天后宮舊址已被公所租借給合作金庫彰化支庫；因此，當地人請示媽祖降駕於乩身，擇址於現在的永樂街。但是，當時所選廟地已有彰化東門福安宮（尤府王爺廟），請示神明後決定合建但不併廟，於是形成天后宮、福安宮一前一後的現況。在彰化天后宮內媽祖建廟後，迎回奉祀於光明里里長家的兩尊開基神尊，此兩尊媽祖金身為軟身神像，髮髻為植髮非常特殊；另外從鹿港鎮溝墘里迎回內四媽金身，後鹿港鎮溝墘里庄民建媽祖廟，鹿港溝墘里永順宮，本欲請彰化天后宮內四媽永久安奉於永順宮，後改成每年迎請內四媽往永順宮作客。
民國四十八年（1959年）建成今日規模，後又增建雨棚使信眾可避雨。彰化天后宮，前殿奉祀湄洲天上聖母，後殿奉祀觀音佛祖、註生娘娘、土地公、土地婆，後殿龍邊為彰化東門福安宮尤府王爺。每年大甲鎮瀾宮往嘉義新港奉天宮繞境進香，回鑾必會停駕彰化天后宮；大肚西堡二十庄迎媽祖，亦會迎請彰化天后宮內媽祖聖駕，繞境大肚眾庄頭。

## 外部連結
- 彰化內媽祖天后宮-Facebook （页面存档备份，存于）
- 彰化內媽祖天后宮 @ 清靜齋 :: 隨意窩 Xuite日誌 （页面存档备份，存于）
- 大陸湄州媽祖祖廟